# Cabinet du Yémen
Le cabinet du Yémen est le nom porté par le gouvernement officiel du Yémen, dirigé par le président du Conseil de direction présidentiel de la république du Yémen Rachad al-Alimi qui succéda à l'ancien président du Yémen Abdrabbo Mansour Hadi le 07 avril 2022 en tant que nouveau président. Il forme alors un nouveau cabinet.

Drapeau du Yemen

Dans le contexte de la guerre civile yéménite, l'autorité de ce cabinet est contestée par les Houthis qui prirent le contrôle de la capitale Sanaa et formèrent le comité révolutionnaire et le Conseil politique suprême en 2015. Le président Hadi transfère alors temporairement la capitale à Aden. La résolution 2201 du conseil de sécurité des Nations unies condamne les actions unilatérales des Houthis et, à travers la résolution 2216, réaffirme la légitimité de Hadi en tant que président du Yémen.

## Histoire
En 2012, après la destitution de Saleh à la suite de la révolution yéménite et dans le cadre d'un plan de transition approuvé par les états du Golfe, Abd-Rabbu Mansour Hadi devient président et supervise les discussions en vue de rédiger une constitution fédérale. En 2014, les Houthis avancent rapidement vers Sa'dah et prennent Sanaa le 21 septembre avec l'aide des troupes de Saleh. En 2015, Hadi annonce une nouvelle constitution fédérale. Les Houthis, opposés à la nouvelle constitution, l'arrêtent et le déposent. Il s'échappe à Aden, qu'il déclare nouvelle capitale temporaire du pays. Il appelle à l'aide la communauté internationale, ce qui aura pour conséquence l'intervention d'une coalition militaire avec l'Arabie saoudite à sa tête.

## Composition actuelle du cabinet
| Office                                                                     | Personnalité                   | Début             | Fin       |
| -------------------------------------------------------------------------- | ------------------------------ | ----------------- | --------- |
| Premier ministre du Yémen                                                  | Ahmed Awad ben Moubarak        | 5 février 2024    | titulaire |
| Ministre de l'Électricité et de l'Énergie                                  | Mana'a Saleh Yaslam            | 28 juillet 2022   | titulaire |
| Ministre de l'Intérieur (en)                                               | Ibrahim Ali Ahmed Haidan (en)  | 17 décembre 2020  | titulaire |
| Ministre de l'Information                                                  | Muammar al-Iryani              | 18 septembre 2016 | titulaire |
| Ministre des Affaires étrangères                                           | Ahmed Awad ben Moubarak        | 17 décembre 2020  | titulaire |
| Ministre du Secrétariat de Sana'a                                          | Abdelghani Jamil               | 18 septembre 2016 | titulaire |
| Ministre de la Jeunesse et des Sports                                      | Nayef al-Bakri                 | 15 septembre 2015 | titulaire |
| Ministre des Services civils et de l'Assurance                             | Abdel Nasser Al-Wali           | 17 décembre 2020  | titulaire |
| Ministre d'Etat aux Affaires Parlementaires et au conseil Shura            | Mohammed Moqbel al-Himyari     | 25 décembre 2017  | titulaire |
| Ministre d'Etat du Dialogue National                                       | Najib Mansour Al-Awj           | 27 novembre 2017  | titulaire |
| Ministre de la Défense (en)                                                | Mohsen Mohammed Al-Daeri (en)  | 28 juillet 2022   | titulaire |
| Ministre de la Santé Publique et de la Population                          | Qassem Bahaibah (en)           | 17 décembre 2020  | titulaire |
| Ministre de la Justice                                                     | Badr al-Ardah                  | 17 décembre 2020  | titulaire |
| Ministre de l'Éducation Supérieure et de la Recherche Scientifique (Yémen) | Khaled Al-Wasabi               | 17 décembre 2020  | titulaire |
| Ministre des Travaux publics et des Routes                                 | Salem Mohamed al-Harayzi       | 28 juillet 2022   | titulaire |
| Ministre des Affaires sociales et du Travail                               | Muhammad Al-Zaouri             | 17 décembre 2020  | titulaire |
| Ministre du Tourisme                                                       | Muammar al-Iryani              | 17 décembre 2020  | titulaire |
| Ministre du Pétrole et des Minéraux                                        | Saeed Sulaiman al-Shamasi      | 28 juillet 2022   | titulaire |
| Ministre des Dotations et de l'Orientation                                 | Mohamed Ahmed Shabiba          | 17 décembre 2020  | titulaire |
| Ministre des Finances                                                      | Salem Saleh Bin Braik          | 19 septembre 2019 | titulaire |
| Ministre de l'Agriculture et de l'Irrigation                               | Salem Abdullah Issa Al-Soqotri | 17 décembre 2020  | titulaire |
| Ministre de l'Éducation technique et professionnelle                       | Khaled al-Wesabi (en)          | 17 décembre 2020  | titulaire |
| Ministre de la Culture                                                     | Muammar al-Iryani              | 17 décembre 2020  | titulaire |
| Ministre des Transports                                                    | Abdel Salam Hamid              | 17 décembre 2020  | titulaire |
| Ministre des Droits de l'Homme                                             | Ahmed Mohamed Omar Orman       | 27 avril 2017     | titulaire |
| Ministre d'État                                                            | Abd Rabbo Saleh Aslami         | 18 septembre 2016 | titulaire |
| Ministre d'État                                                            | Mohammed Abdallah Kouddah      | 27 novembre 2017  | titulaire |
| Ministre des Affaires des expatriés (Yémen)                                | Ahmed Awad ben Moubarak        |                   |           |
| Ministre des Affaires juridiques                                           | Ahmed Mohamed Omar Orman       | 17 décembre 2020  | titulaire |
| Ministre de l'Administration locale                                        | Hussein Abdul Rahman           | 17 décembre 2020  | titulaire |
| Ministre des Richesses de la pêche                                         | Salem Abdullah Issa Al-Soqotri | 17 décembre 2020  | titulaire |
| Ministre de la Planification et de la Coopération internationale           | Waed Abdullah Badhib           | 17 décembre 2020  | titulaire |
| Ministre des Télécommunications et de la Technologie de l'information      | Najib al-Awj                   | 17 December 2020  | titulaire |
| Ministre de l'Industrie et du Commerce                                     | Mohamed al-Ashwal              | 17 December 2020  | titulaire |
| Ministre de l'Eau et de l'Environnement                                    | Tawfiq al-Sharjabi             | 17 December 2020  | titulaire |
| Ministre de l'Éducation                                                    | Tareq Salem al-Abkari          | 17 December 2020  | titulaire |